# Пантелеев, Лев Николаевич
Ле́в Никола́евич Пантеле́ев (19 августа 1910 — 14 апреля 1980) — советский офицер военно-морского флота и военачальник, Герой Советского Союза (14.09.1945). Вице-адмирал (18.02.1958).

## Биография
Родился 19 августа 1910 года в городе Подольске в семье рабочего-железнодорожника. Русский. Окончил 8 классов средней школы и школу ФЗУ, работал фрезеровщиком на Подольском машиностроительном заводе.
В ВМФ СССР с 3 сентября 1930 года. В июле 1934 года окончил Военно-морское училище имени М. В. Фрунзе. С июля 1934 года служил на Тихоокеанском флоте — стажёр командира, с января 1935 года — командир торпедного катера, с июня 1936 года — командир звена торпедных катеров.
С августа 1937 года — начальник отделения командно-политического состава дивизиона в бригаде торпедных катеров. С сентября 1938 года командовал отрядом, с февраля 1939 года — дивизионом бригады торпедных катеров Тихоокеанского флота.
В марте 1941 года переведён на крупные боевые корабли и назначен командиром эсминца «Редкий» Тихоокеанского флота. В декабре 1941 года направлен на учёбу, а в июле 1942 года окончил Высшие специальные курсы командного состава ВМФ.
После окончания учёбы вновь направлен на Тихоокеанский флот и назначен командиром 9-го отдельного дивизиона торпедных катеров в Николаевско-на-Амурской военно-морской базе. С апреля 1944 года — начальник штаба 1-й бригады торпедных катеров Тихоокеанского флота.
Участвовал в Советско-японской войне в августе 1945 года. Начальник штаба 1-й бригады торпедных катеров капитан 3-го ранга Пантелеев умело осуществил в середине августа 1945 года высадку десантных групп в корейские порты Сейсин, Расин (Наджин), Гензан (Вонсан), Одецин. В боях за овладение этими портами обеспечивал прикрытие десантов огнём с катеров. Катера под его командованием потопили японский танкер и сбили 1 самолёт.
Указом Президиума Верховного Совета СССР от 14 сентября 1945 года за образцовое выполнение боевых заданий командования на фронте борьбы с японскими милитаристами и проявленные при этом мужество и героизм капитану 3-го ранга Пантелееву Льву Николаевичу было присвоено звание Героя Советского Союза.
После войны продолжил службу в ВМФ СССР, в той же должности служил ещё почти 2 года. В апреле 1947 года назначен командиром 1-й бригады торпедных катеров 5-го ВМФ (Тихий океан). С февраля 1950 года — первый заместитель командующего — начальник штаба Камчатской военной флотилии 7-го ВМФ, а с ноября 1951 года — командующий этой флотилией. Контр-адмирал (27.01.1951).
В 1956 году окончил Высшую военную академию имени К. Е. Ворошилова. С ноября 1956 года — начальник штаба Северного флота. С марта 1958 года — помощник начальника Главного штаба Военно-Морского флота СССР.
В феврале 1967 года Пантелеев ушёл в запас в звании вице-адмирала. Жил в Москве в «Генеральском доме» (Ленинградский проспект, 75).

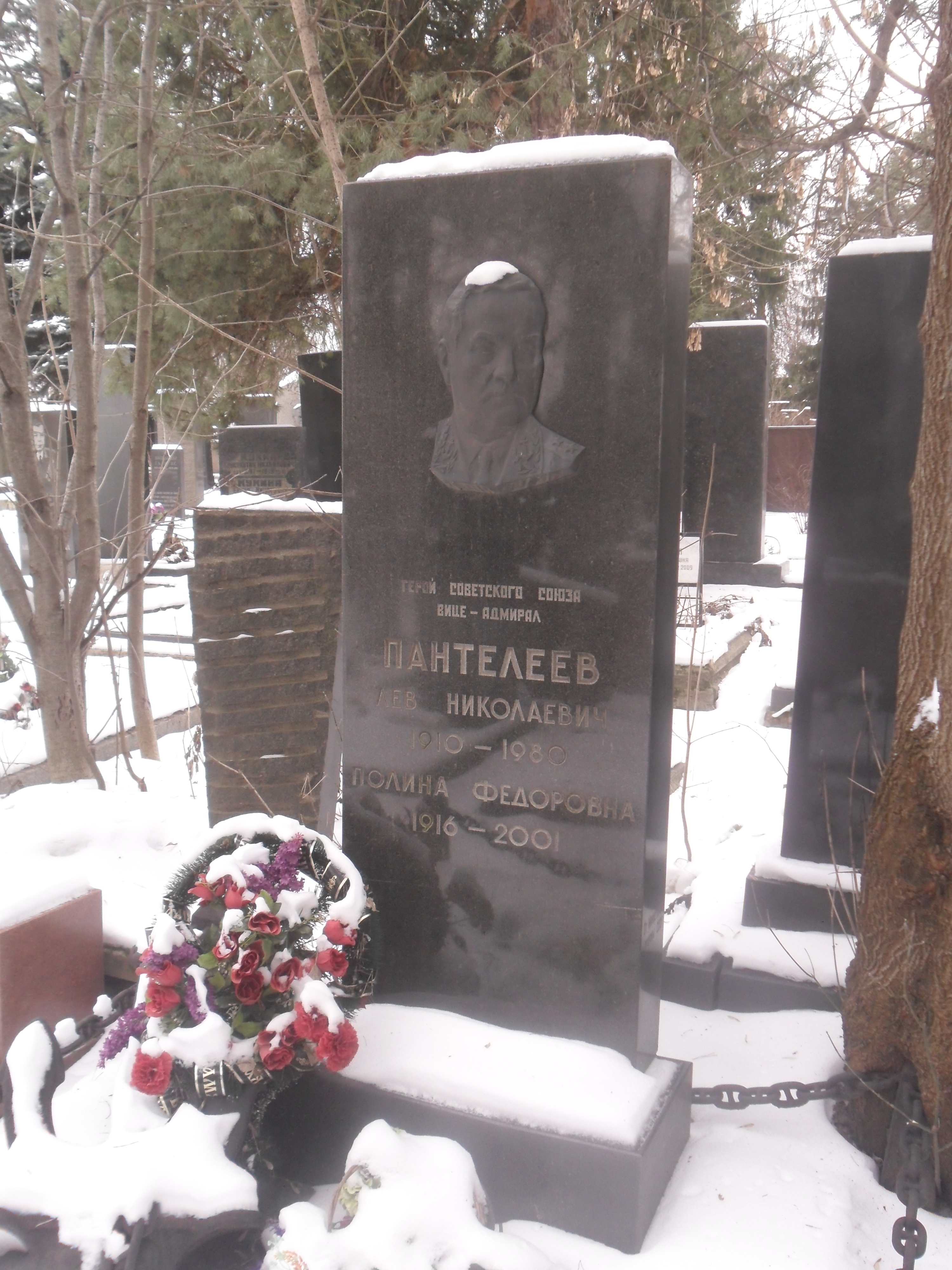
Могила Пантелеева на Кунцевском кладбище Москвы

Скончался 14 апреля 1980 года. Похоронен на Кунцевском кладбище.

## Награды
- Медаль «Золотая Звезда» Героя Советского Союза (14.09.1945, № 7151);
- два ордена Ленина (14.09.1945, 21.08.1953);
- три ордена Красного Знамени (14.08.1945, 02.06.1951, 30.12.1956);
- орден Красной Звезды (10.11.1945);
- медали СССР, в том числе:
  - медаль «За боевые заслуги» (03.11.1944);
  - медаль «За победу над Японией» (30.09.1945);
- именное оружие (кортик) от Главнокомандующего ВМФ СССР (1960);
- орден Государственного Флага 2-й степени (КНДР, 23.12.1948);
- другие награды.

## Память
- Именем героя названа улица в Подольске, школа-лицей № 5 Подольска, выпускником которой являлся Л. Н. Пантелеев, на нескольких домах установлены мемориальные доски с краткой информацией о Пантелееве[4].